# Octavian Pavelea
Octavian Pavelea (n. 1877, Năsăud – d. secolul al XX-lea ) a fost un delegat în Marea Adunare Națională de la Alba Iulia, organismul legislativ reprezentativ al „tuturor românilor din Transilvania, Banat și Țara Ungurească”, cel care a adoptat hotărârea privind Unirea Transilvaniei cu România, la 1 decembrie 1918.:p.126

## Biografie
Octavian Pavelea a studiat dreptul  la Debrecen, ulterior profesând ca avocat în Beclean.:p.126

## Activitatea politică

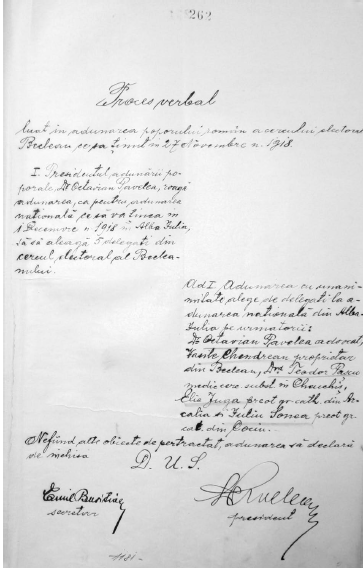
Credențional pentru Octavian Pavelea, delegat al cercului electoral Beclean, la Marea Adunare Națională de la Alba-Iulia

Octavian Pavelea a contribuit la constituirea Consiliului Național Român Central la nivelul localității Beclean, în acest sens, fiind relevantă menționarea sa, într-un proces-verbal datat la 10 noiembrie 1918, ca fiind președinte al Consiliului Național Român Central, la nivelul localității Beclean.
Conform procesului-verbal din 10 noiembrie 1918, Octavian Pavelea a vorbit în adunarea Consiliului Național Român, care s-a ținut la Agrișu de Jos, despre necesitatea instituirii unei Gărzi Naționale. :p.123.
La data de 11 noiembrie 1918, Octavian Pavelea mai apare menționat într-un proces-verbal, tot în calitate de președinte al Consiliului Național Român Central, la nivelul localității Beclean, în care se consemnează numirea unor membri în Consiliul Național Român Central.:p.132. De asemenea, lui Octavian Pavelea i s-a trimis o scrisoare, la data de 12 noiembrie 1918, de către preotul Ioan Lemeny, președintele Consiliului Național Român, la nivelul localității Șirioara, prin care lui Octavian Pavelea i se aducea la cunoștință că s-a format o unitate a Consiliului Național Român și în Șirioara.:p.136-137.
Conform unui proces-verbal încheiat în cadrul unei adunări a cercului electoral Beclean, la data de 27 noiembrie 1918, Octavian Pavelea a fost ales delegat al cercului electoral Beclean :p.126:p.141, din Comitatul Solnoc-Dăbâca :p.330, la Marea Adunare Națională de la Alba-Iulia, din 1 decembrie 1918.
Notarul Grigore Ilișiu l-a menționat pe Octavian Pavelea în memoriile sale cu privire la Marea Adunare Națională din 1 decembrie 1918. Astfel, după ce Grigore Ilișiu i-a expus lui Octavian Pavelea, președinte al Consiliului Național Român de la nivelul localității Beclean, situația gravă din Florești, acesta ar fi dispus cercetarea nemulțumirilor localnicilor și întrunirea unei adunări generale a locuitorilor.:p.366-371:p.225-230.